# 46-й Нью-Йоркский пехотный полк
46-й Нью-Йоркский пехотный полк (46th New York Volunteer Infantry Regiment так же Fremont Rifle Regiment) — представлял собой один из пехотных полков армии Союза во время Гражданской войны в США. Полк был сформирован в сентябре 1861 года и воевал на побережье Южной Каролины, затем был переведён в Северную Вирджинию, участвовал в Северовирджинской и Мерилендской кампаниях, затем был переведён на запад, где участвовал в осаде Виксберга, затем снова вернулся на восток, где участвовал в Оверлендской кампании и осаде Питерсберга.

## Формирование
23 июля 1861 года полковник Рудольф Роза был уполномочен Военным Департаментом набрать пехотный полк. В итоге в Нью-Йорке был набран полк в основном из немецких добровольцев, который был принят на службу штата 14 сентября 1861 года. Роты полка были поэтапно приняты на службу в армию США сроком на три года службы: рота А была принята 29 июля, остальные роты позже, а рота К - последней, 16 сентября.
Первым командиром полка стал полковник Рудольф Роза, подполковником Герман Миттерних, майором - Джозеф Герхард.
Полк проходил обучение в лагере Кэмп-Хэмпстед на Лонг-Айленде. Инструкторами и сержантами старались назначать тех, кто уже служил в германской армии. Все команды на плацу отдавались на немецком языке. 14 сентября полк покинул Нью-Йорк и переместился в Аннаполис, где простоял несколько недель. В это время из полка дезертировали 149 рядовых, а впоследствии дезертировали даже некоторые офицеры, например, лейтенант Джеймс Гоулд. (9)